# Songs from a Parent to a Child
Songs from a Parent to a Child è l'ottavo album in studio del cantante statunitense Art Garfunkel, pubblicato nel 1997.

## Tracce
1. Who's Gonna Shoe Your Pretty Little Feet? (tradizionale) - 1:51
2. Morning Has Broken (Eleanor Farjeon) - 2:53
3. Daydream (John Sebastian) - 2:44
4. Baby Mine (Ned Washington, Frank Churchill) - 3:39
5. Secret O' Life (James Taylor) – 3:36
6. The Things We've Handed Down (Marc Cohn) - 1:51
7. You Are a Wonderful One (Holland-Dozier-Holland) - 3:12
8. Good Luck Charm (Aaron Schroeder, Wally Gold) - 2:26
9. I Will (John Lennon, Paul McCartney) – 2:17
10. Lasso the Moon (Billy Simon, Lowell Alexander) - 3:28
11. Dreamland (Mary Chapin Carpenter) - 3:10
12. Who's Gonna Shoe Your Pretty Little Feet? (Reprise) (tradizionale) - 1:41
13. The Lord's Prayer / Now I Lay Me Down to Sleep (Albert Hay Malotte/tradizionale) - 3:52